# Neptis ilocana
Neptis ilocana är en fjärilsart som beskrevs av Felder 1863. Neptis ilocana ingår i släktet Neptis och familjen praktfjärilar. Inga underarter finns listade i Catalogue of Life.